# 武兆發

武兆發（1904年—1957年），河南巩县人，中华民国及中华人民共和国动物学家、细胞学家，北京师范大学一级教授。反右运动中不堪凌辱自杀身亡。

## 生平
1917年，考入开封河南留学欧美预备学校。1923年赴美国，先后在伊利诺大学、布莱克本学院、威斯康星大学学习。期間，加入Phi Beta Kappa ΦΒΚ 兄弟會。1926年至1928年，在威斯康星大学动物系做研究生兼助教、讲员。1929年回中国，到苏州东吴大学生物系任教授。1933年，到开封河南大学生物系任教授。1935年到北京师范大学生物系任教授。1936年1月27日，参加马叙伦、白鹏飞、张申府、黄松龄等发起，在北平大学法商学院举行的北平文化界救国会成立大会。1937年到辅仁大学生物系任教授。1940年至1949年，先后在北京大学、中国大学任教授，在中国大学任生物系主任兼理学院院长。武兆發长期从事动物细胞学、生物制片学的研究工作，曾经创办前进生物标本馆。撰有《对“水螅活质的演变”一问题的重新研究》、《用新的染色方法揭示鸡卵黄球并不形成细胞》等论文。1948年，美国纪录片《Peiping Family》（北平一家）以武兆發全家的日常生活作为全片内容。
1949年中华人民共和国成立后，武兆發任辅仁大学教授。院系调整后，辅仁大学并入北京师范大学，武兆發任北京师范大学一级教授、动物教研室主任，是北京师范大学6位一级教授之一（6位一级教授是陈垣、黎锦熙、傅种孙、钟敬文、黄药眠、武兆發）。他还是中国海洋湖沼学会第一届理事会常务理事。武兆發还是全国性学术刊物《生物学报》的主编。肃反运动期间，因为有国外关系而被批斗，后来获纠偏平反并赔礼道歉。1957年整风运动中，在鸣放初期，他给肃反运动提意见。1957年5月31日，《光明日报》第二版刊登《北京师范大学教师提出批评 教育部领导不懂业务主观自信 教育部董纯才副部长昨到北师大听取教师意见》，会上的发言者有董渭川、武兆發、胡明、钟敬文、萧璋等人。中共北京师范大学党委以其声望高、威信大、在国内外影响大，于是在反右运动开始便把他当作右派典型。武兆發因不堪侮辱和虐待，用自己的手术刀自杀身亡。
1957年8月1日，北京师范大学全校师生员工召开大会，声讨顽抗到底、自绝于人民的右派分子武兆發。批判大会由生物系主持，揭发武兆發是“大流氓、大坏蛋，是特务！又毫无任何学问，死了是活该。”

## 著作
- 武兆發，武兆發论文集，科学出版社协助制作，2004年

## 家庭
- 兄：武兆镐
- 妻：黄月华。和武兆發生育7个女儿，1个儿子。
- 长女：武豫梅
- 二女：武平梅
- 三女：武相梅，即演员向梅。
- 四女：武燕梅
- 五女：武季梅，舞蹈家。
- 六女：武幼梅
- 七子：武宗正[5]
- 八女：武素梅

## 外部連結
- YouTube上的1948年北京人如何生活 美国导演William James短片《北平人家》
- YouTube上的1948年北平教授一家的生活，珍贵影像4K彩色修复
- YouTube上的Peiping family beijing early 19s
- YouTube上的Peiping Family(1948)